# 長野電鉄2100系電車

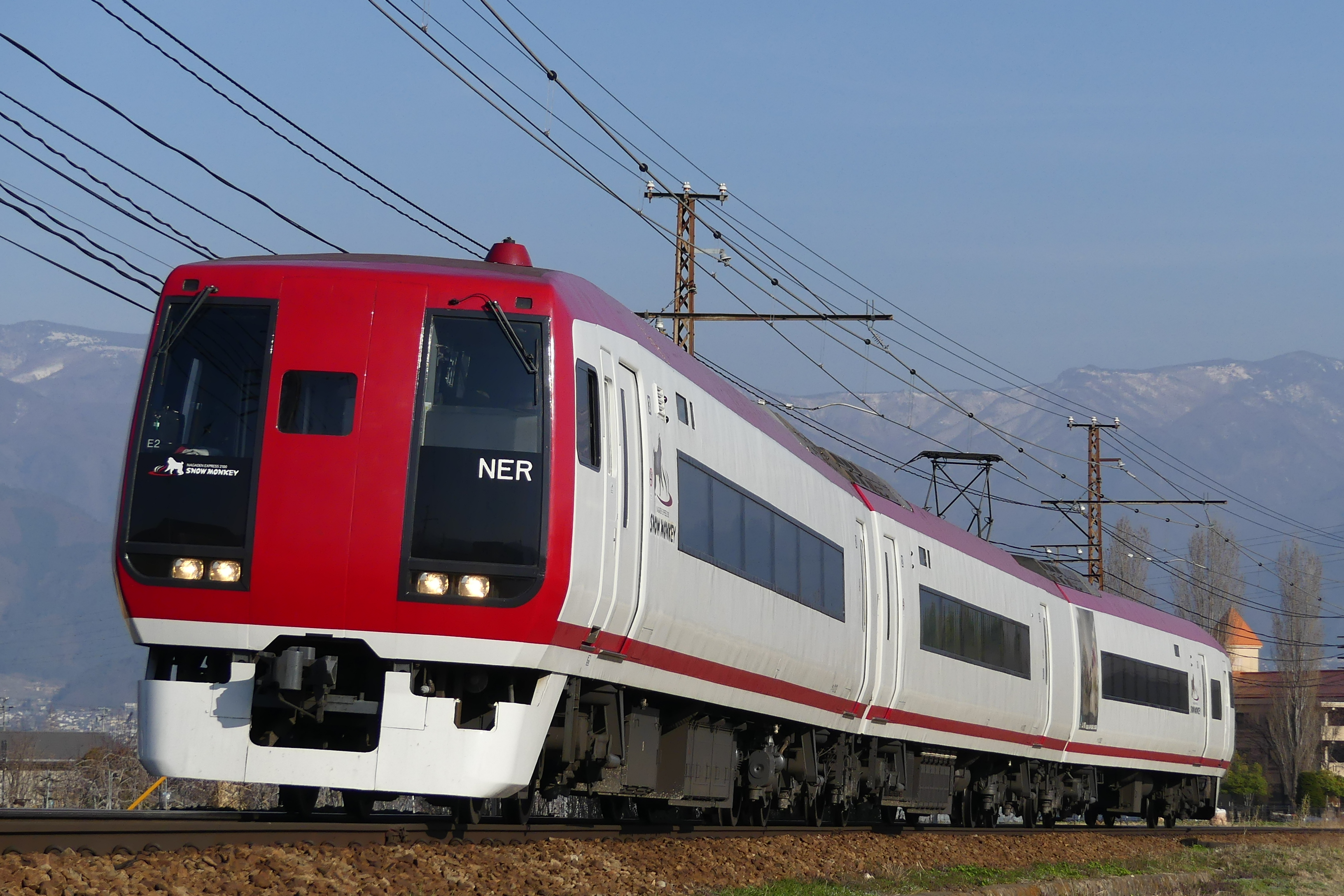
塗色更新後のE2編成
（2018年3月 附属中学前駅 - 朝陽駅間）

長野電鉄2100系電車（ながのでんてつ2100けいでんしゃ）は、長野電鉄の特急形電車。
老朽化した2000系の代替としてJR東日本253系電車を譲り受けた車両である。愛称は「スノーモンキー」。

## 概要
長野電鉄では特急列車用に2000系を運行してきたが、登場から30年以上が経過し、老朽化が進行していた。1000系や8500系の導入で一部の編成が置き換えられたものの未だ2000系は運行されており、これを置き換える目的で導入されたのが本系列である。
種車は「成田エクスプレス」でE259系に置き換えられたことで余剰となった、JR東日本の253系である。改造は東急車輛製造横浜製作所で実施された。
愛称の「スノーモンキー」は地獄谷野猿公苑の「雪景色の中、温泉に入る猿」にちなんで命名された。のちにロゴマークも制定され、E2編成にのみ貼付されている。

## 構造
長野電鉄での運用開始に伴いワンマン運転用の機器が設置された。

### 車体
おおむねの外観はJR時代の状態を保っているが、前面のJRコーポレートマークがNER（Nagano Electric Railwayの略称）となり、スノーモンキーのロゴが掲示されている。
また、E2編成は登場直後の2012年に長野電鉄オリジナルの塗色に変更されている。また、2編成とも地獄谷野猿公苑で撮影されたニホンザルの画像が1号車長野寄りに貼られている。
ヨーダンパ・行先案内装置など種車からそのまま踏襲された設備が多い。なおJR時代は前面方向幕が装備されていなかったが、長野電鉄での運用開始後にサボを取り付ける形で前面にも行先表示を行うようになった。
先頭車の連結器は入線時はオリジナルの密着連結器から電気連結器を外したものであったが、併結運転の必要が無いことや緊急時等に他車と連結する際に連結器を揃える必要があった為、後に小型密着自動連結器に交換されている。

### 車内
全車禁煙。外観同様、車内設備もおおむねJR時代を保っている。
- 1号車の湯田中方に設置されているグリーン個室には「Spa猿〜ん」の愛称が付けられ、4人用個室指定席とされた。開放室も種車のまま設備に変更はなく、座席は回転リクライニングシートとなっている。
- 2号車および3号車も設備に変更はなく、集団見合い式のシート配列を保っている。なお、自由席は1人掛2列の2号車11番（車いすスペース）を除き、1号車開放室を含めすべて2人掛4列。
- 公衆電話や洗面台（鏡を除く）は撤去されており、トイレ設備も機器室として閉鎖されている。
- 乗降ドアについては、見た目での変化はないが、ドアレールに凍結防止ヒーターが内蔵されているほか、ドア開閉に連動して鳴動する、4点式のドアチャイムが新たに設置された。
- 車内日本語自動アナウンスは山崎昭夫[3][4]が担当している。
- 1号車は日中に運行されるA特急での運用時のみ、全席指定席となる。2号車と3号車はA特急・B特急問わず自由席である。

号車番号／設備他
1. 運転室・4人用個室（4席）・普通席（40席）
2. 普通席（42席）
3. 運転室・普通席（48席）

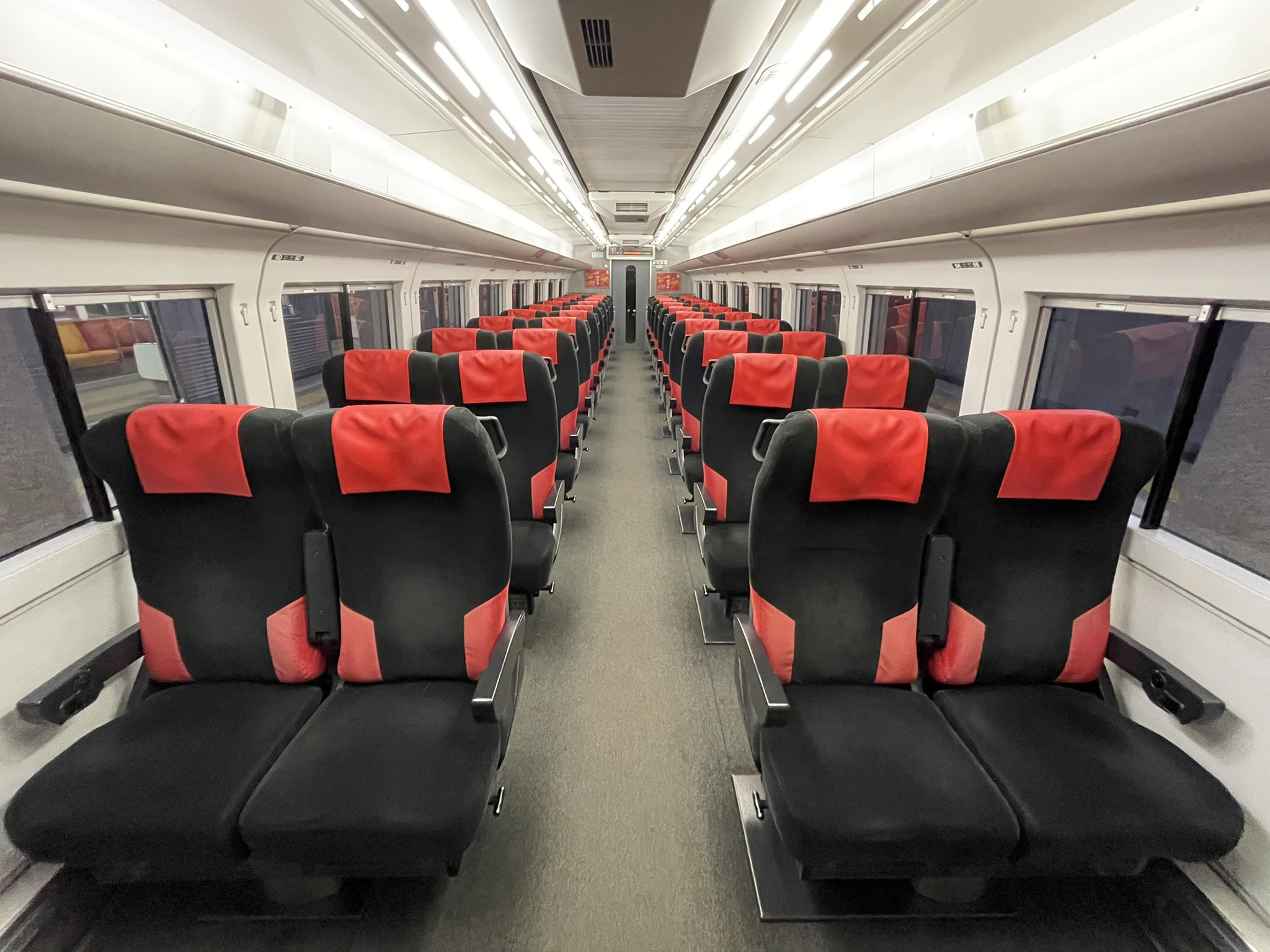
1号車車内
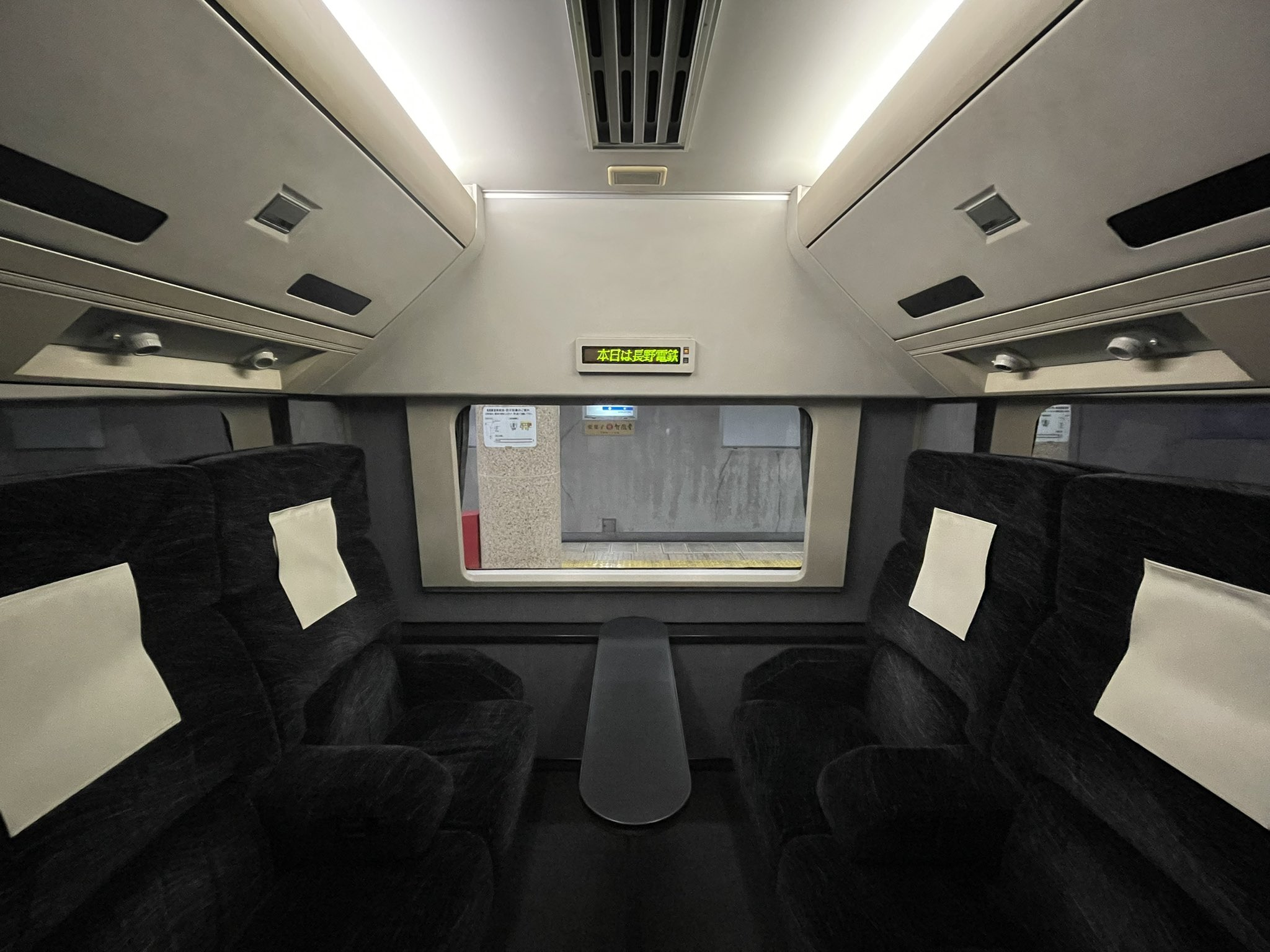
個室指定席「Spa猿〜ん」
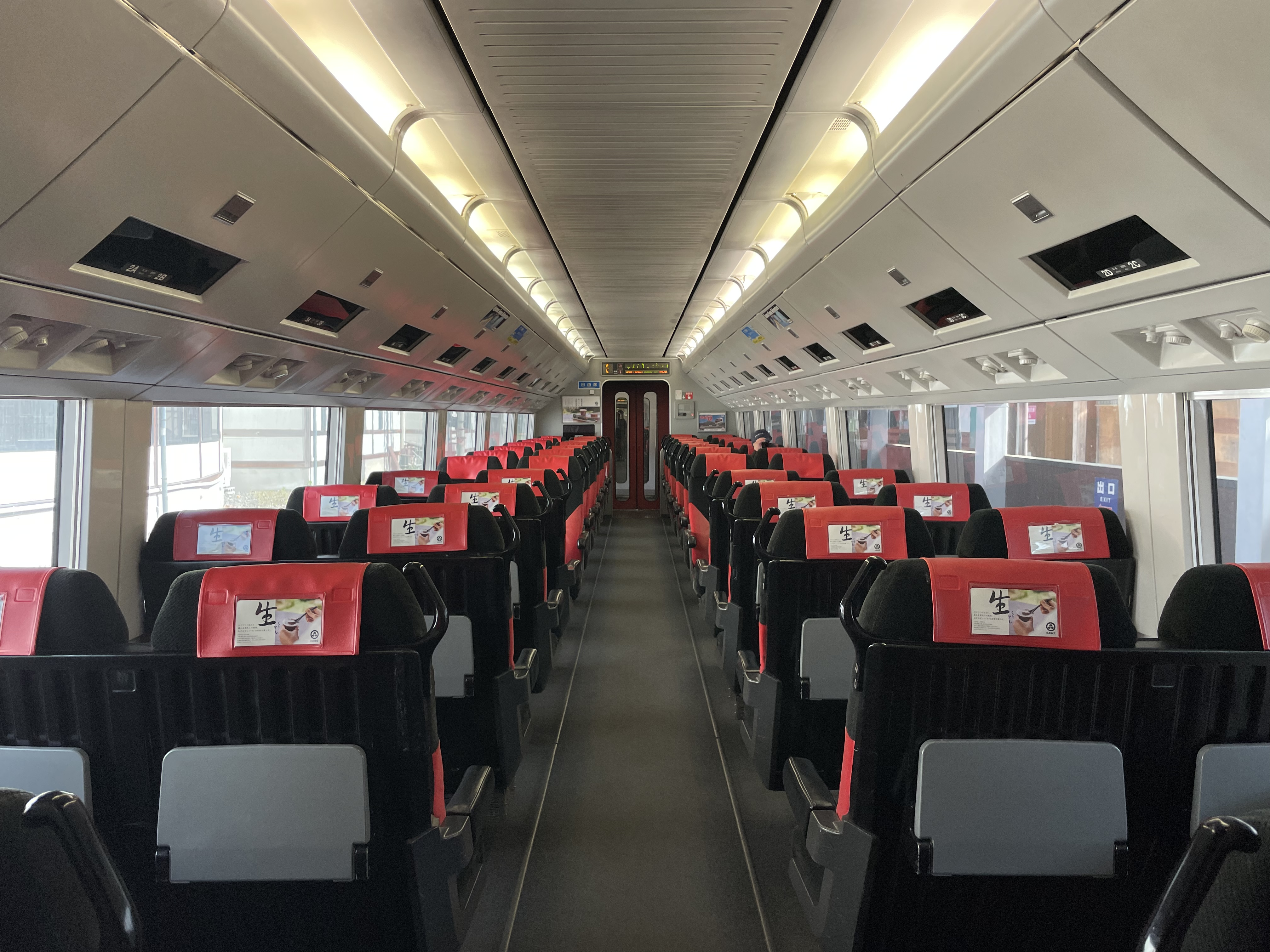
2・3号車車内
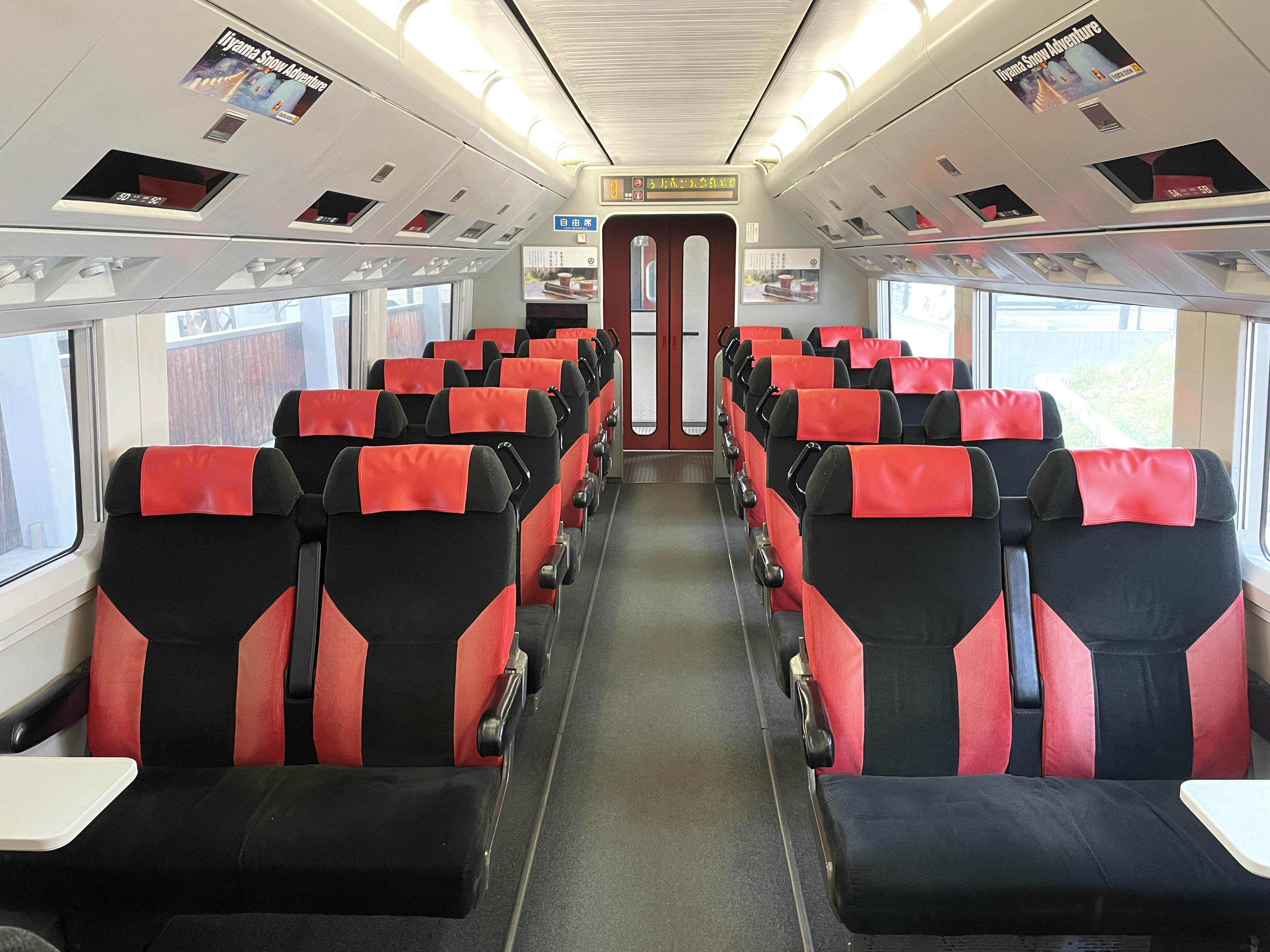
2・3号車シート
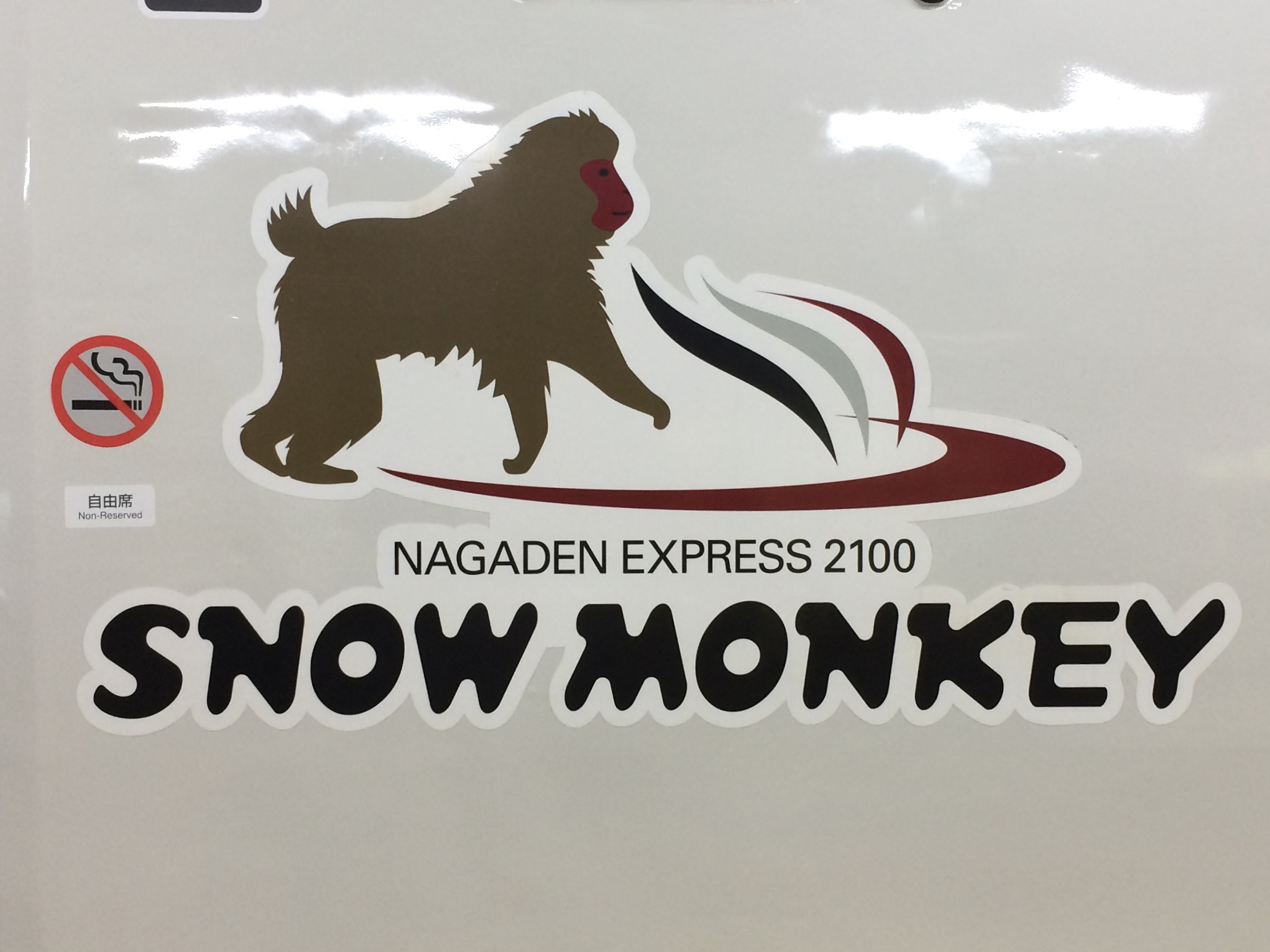
E2編成のロゴマーク

## 編成表
|          |      | ← 湯田中長野 →           |                         |                           |                |
| 形式     | 形式 | クハ2150形 （Tsc）       | モハ2100系 ◇（M）       | デハ2110形 （M'c）        | 備考           |
| 編成番号 | E1   | クハ2151 （クロハ253-6） | モハ2101 （モハ253-18） | デハ2111 （クモハ252-18） |                |
| 編成番号 | E2   | クハ2152 （クロハ253-7） | モハ2102 （モハ253-19） | デハ2112 （クモハ252-19） | オリジナル塗装 |

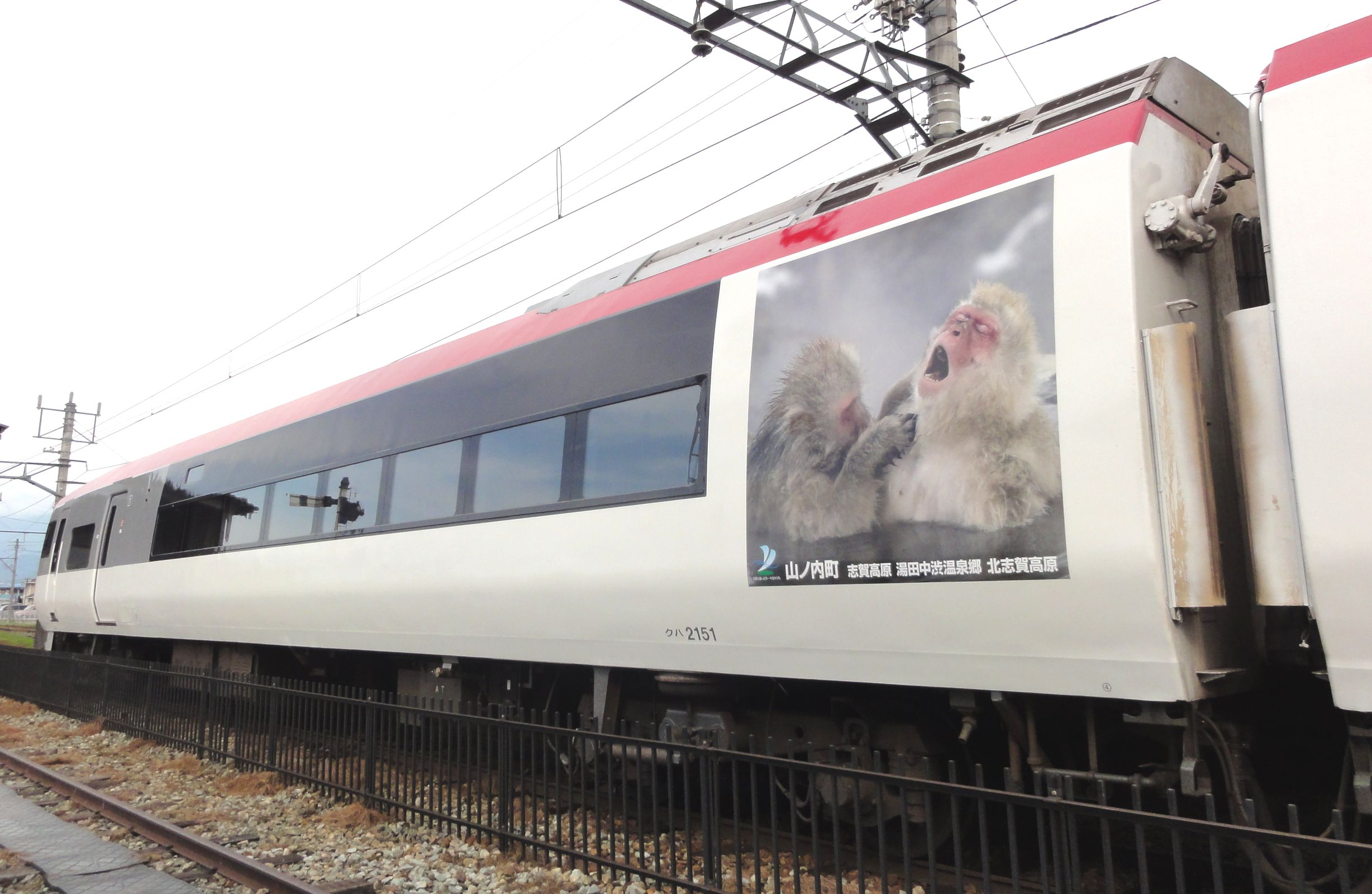
クハ2150
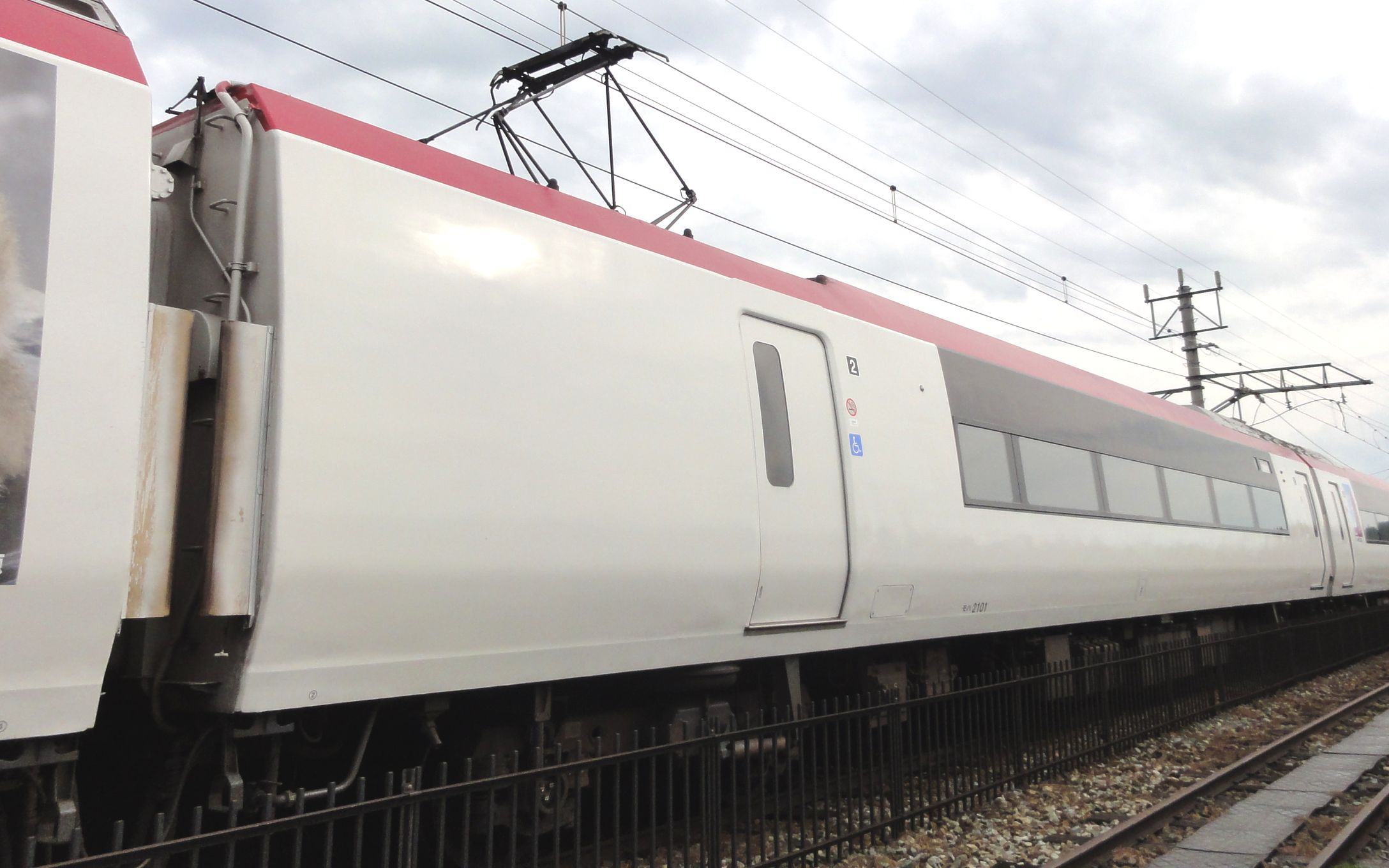
モハ2100
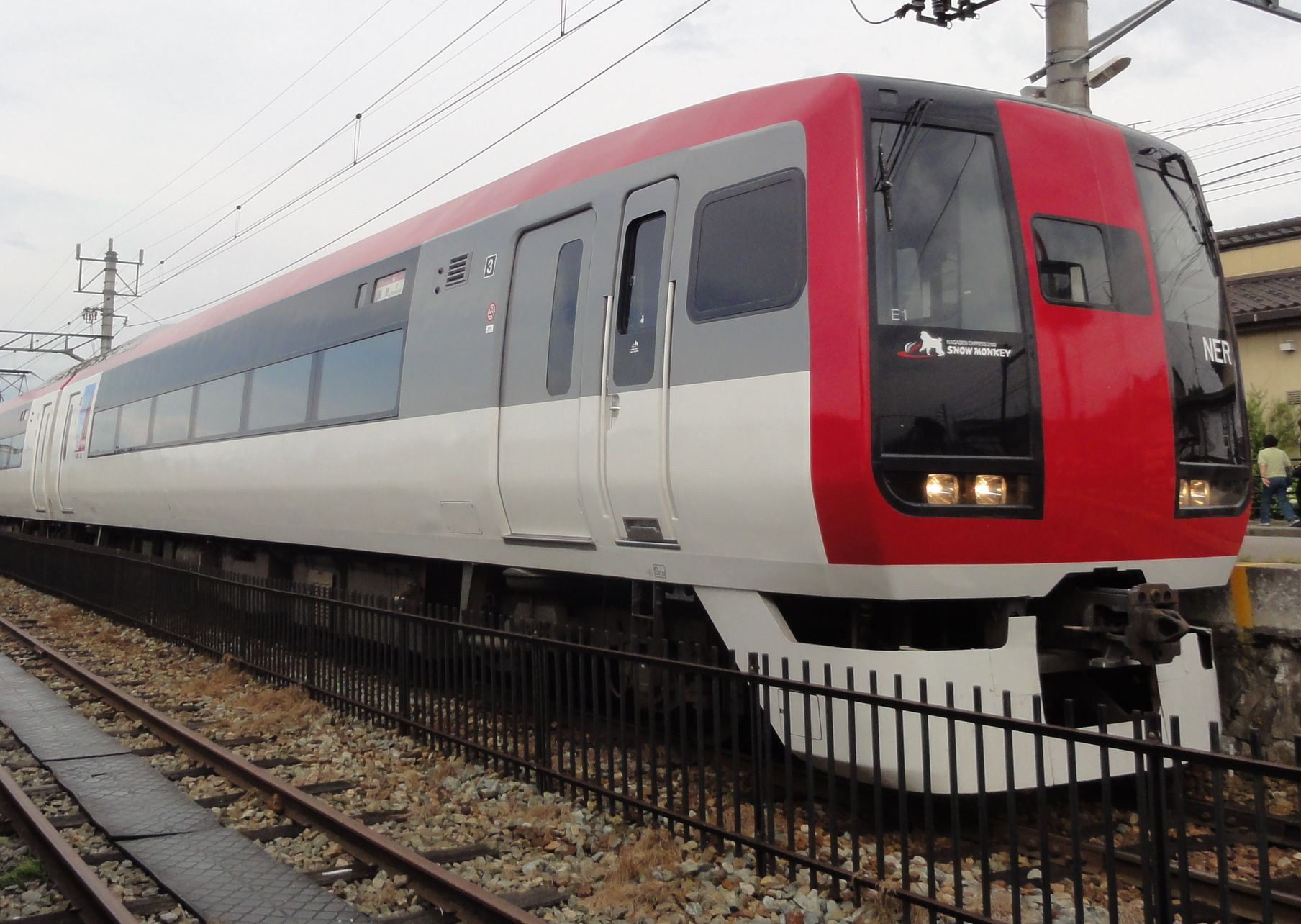
デハ2110

- 長野電鉄では、8500系導入以降運転台を有する制御電動車を「デハ」、運転台のない中間電動車を「モハ」と呼称している（形式称号改正による）。
- （ ）内はJR時代の車両番号。

## 運用
長野線のA特急とB特急で運用されている。「のんびり号」（S特急）では通常は運用されないが、1000系の検査時には代走として運用に入る。
列車名は基本的に「特急」と案内され、「スノーモンキー」は車両自体やアナウンスでの愛称である。
なお、2014年6月に8500系が車両点検を行った影響で一部の普通列車に運用された事例がある。
同社が保有する他の車両とは異なり方向幕には「善光寺御開帳」「バラまつり中野松川臨時停車」などのデザイン幕が収録されている。

## 沿革
- 2010年（平成22年）
  - 6月3日 - JR東日本から253系2編成6両を譲り受けることが発表される[5]。
  - 7月22日 - JR東日本長野総合車両センターに廃車回送されていた253系3両編成9本のうちNe107・108の2編成が長野電鉄向けとして選定され、逗子駅まで甲種輸送された後に転用改造のため東急車輛製造横浜製作所へ入場。
  - 10月1日 - 10月31日 - 愛称の募集が行われ、1,364件の応募があった。
  - 11月19日 - 車両愛称を「スノーモンキー」に決定。
  - 12月24日 - 転用改造を終えて出場した2編成が屋代駅まで甲種輸送[6]され、長野電鉄に引き渡される[7]。
- 2011年（平成23年）
  - 2月18日 - 須坂駅 - 信州中野駅間で報道機関を対象とした試乗列車の運転、および公開を実施。
  - 2月20日 - 長野駅 - 信州中野駅間で試乗列車を運転[8]。
  - 2月26日 - 営業運転開始[9]。
- 2012年（平成24年）
  - 9月8日 - E2編成の塗装を新デザインに変更して運行開始。これに合わせて同日には全ての特急列車を2100系で運行するイベントが行われた[10]。
- 2021年（令和3年）
  - 6月1日　全ての特急の4人用個室、および日中のA特急運用に限り、1号車が指定席となり、WEBページから予約が出来るようになった。（各種イベントや団体利用、その他ダイヤ乱れ時を除く）。1000系「ゆけむり」と違い、1号車にリクライニングシートを持つ関係から湯田中行きも長野行きも同じ1号車に固定されている。